# Bernhard Baunsgaard
Bernhard Severin Baunsgaard, född 26 januari 1918 i Slagelse, död 3 januari 1996, var en dansk politiker för Det Radikale Venstre. Han var bror Hilmar Baunsgaard, som var Danmarks statsminister 1968-1971.
Bernhard Baunsgaard var son till lagerförvaltaren Carl Christian Baunsgaard (1890-1953) och Elisabeth Nielsen (1896-1964). Han tog studentexamen från Slagelse højere almenskole 1937 och blev cand. mag. i historia, geografi och gymnastik från Köpenhamns universitet 1947 samt en masterexamen i pedagogik från University of Chicago 1962. Han gjorde sin värnplikt som lärare på den danska brigadens skola i Jever (1947-1948) och var därefter aspirerande adjunkt på Fredericia Gymnasium 1948, adjunkt (1950-1964) och därefter rektor för Marselisborg Gymnasium (1964-1972). Han var vice ordförande (1958) och ordförande av Gymnasieskolernes Lærerforening (1959-1964) samt vice ordförande för Magistrenes Arbejdsløshedskasse (1961-1965).
Under sina studier var Baunsgaard styrelseledamot i Studenterforeningen (1945-1947) samt ordförande av Radikale Studenter och redaktör för deras tidning, Liberté. Han var sedan vice ordförande i Radikal Ungdom (1951-1953), ordförande för den radikala nomineringsgruppen i Fredericias valkrets (1946-1960) och ledamot i Det Radikales Venstres partistyrelse (1955-1961). Baunsgaard kandiderade till Folketinget för Fredericias valkrets 1953, men blev inte vald. Han fortsatte att kandidera för denna valkrets till 1964, då han bytte till Århus valkrets. Han blev vald 1966 och var partiets gruppordförande (1968-1970), representant i Radiorådet (1968-1974) samt statsrevisor (1976-1982 & 1986-1990).  Han var dessutom partiets ordförande i kultur-, skatte- och justitiepolitiska ordförande. Han blev avsatt som gruppordförande 1970 till förmån för Svend Haugaard, som var mer vänstersinnad och antimilitarist. Det var en markering mot brodern Hilmar Baunsgaards mer borgerliga linje. Baunsgaard var folketingsledamot till 1988. Han var suppleant i Europarådet (1979-1988).

## Styrelseuppdrag
- Ledamot i Akademikernes Samarbejdsudvalg (1961-1964)
- Representant för Danmarks pædagogiske Institut (1959-1964)
- Representant för Almindelig Investeringsforening (1959)
- Styrelseledamot av A/S Gyldendalske Boghandel
- Styrelseledamot av Nordisk Forlag (1966)